# 薛星輝
薛星輝（？—？），江西南康人，清朝政治人物。拔貢出身。
光緒十一年十一月，接替周嗣源。擔任江蘇荆溪縣知縣。后由祁德昌接任。光緒二十四年十二月，接替徐錫祉。擔任兼理江蘇宜興縣知縣。后由郭曾程接任。